# Stephen Wolfram
 For alternative betydninger, se Wolfram (flertydig). (Se også artikler, som begynder med Wolfram)
Stephen Wolfram (født 29. august 1959) er en engelsk fysiker. Han blev ph.d. i fysik som 20-årig i 1979. Han kendes bl.a. fra udviklingen computerprogrammet Mathematica.
Han har fremsat adskillige teorier indenfor fysik, matematik og datalogi. Hans hovedtese er, at alle fænomener kan (og bør) betragtes som beregningsprocesser. Blandt fagfolk er Wolframs teorier blevet modtaget med blandet begejstring.